# Porc de Franche-Comté
 (avril 2020).
Le Porc de Franche-Comté est une appellation de viande porcine issue de Franche-Comté, dans l'est de la France, et plus particulièrement du département du Doubs. Il bénéficie du label européen indication géographique protégée (IGP) depuis août 2010.

## Historique
Le département du Doubs (dans la région Bourgogne-Franche-Comté) est un département d’engraissement de porcs. La production porcine de Franche-Comté s’est développée, à partir du XXe siècle, grâce à l’augmentation des quantités de lait. 
Cette production était d’abord destinée à la consommation familiale, puis à l’alimentation des marchés des bouchers et charcutiers locaux, avant de s’étendre au marché régional. À la suite de cette extension, les élevages de porcs de Franche-Comté se sont, au fur et à mesure des années, liés aux différentes filières fromagères AOC de Franche-Comté (Comté, Morbier, Mont d’Or, Bleu de Gex).
L’engraissement des porcs de Franche-Comté est connu pour sa spécificité notamment concernant l’alimentation des porcs. En effet, ces porcs sont nourris au lactosérum sous forme de petit-lait des fromageries provenant de vaches de race Montbéliarde.

## Cahier des charges
Selon le cahier des charges de l’IGP Porc de Franche-Comté, il faut toujours effectuer une traçabilité de l’alimentation et de l’enlèvement des porcs pour l’abattoir. Une fois arrivés à l’abattoir, ce cahier exige aussi une traçabilité au niveau de la découpe, de la congélation, de la fabrication et de la vente. Il requiert une description du produit notamment pour les saucisses de Morteau et saucisses de Montbéliard. 

## Aire géographique
En 2016, la Bourgogne-Franche-Comté compte 292 exploitations détenant plus de 10 truies ou 100 places à l’engraissement. Au total, 23 000 truies sont présentes dans ces exploitations et 182 000 places d’engraissement sont disponibles. Le département du Doubs (25) compte 1 700 truies et regroupe 46 200 places à l’engraissement, soit ¼ de l’ensemble. En effet dans ce département particulièrement, l’engraissement de porcs permet de valoriser le petit-lait issu des fruitières à Comté.
Dans les  élevages, plusieurs éléments prouvent que le porc est originaire de l’aire géographique tels que l’indicatif de marquage du site de naissance, la traçabilité jusqu’à l’engraissement ou l’identification des porcs avant leur départ pour l’abattoir. 

## Conditions de production
L’activité de nombreuses fruitières (appellation locale des fromageries) génère des sous-produits laitiers, notamment du lactosérum sous forme de petit-lait. Il s’agit d’une matière première choisie pour l’alimentation animale puisqu’elle est pauvre en matières grasses et en acides gras, mais riche en lysine et thréonine, acides aminés essentiels notamment pour l’espèce porcine.
Les animaux engraissés sont des femelles et des mâles castrés. Les mâles entiers, les verrassons, les monorchides (un seul testicule), les cryptorchides (absence d’un ou plusieurs testicules dans l’abdomen), les hermaphrodites (animal possédant à la fois des ovaires et des testicules) ainsi que les truies de réformes ne peuvent pas avoir l’appellation Porcs de Franche-Comté.

### L’alimentation des porcs
À l’engraissement, l’aliment contient des produits et sous-produits laitiers tels que perméat de lactosérum, perméat de lait, lactosérum de yaourt, babeurre. Dans la ration alimentaire d’engraissement, on incorpore 15 à 35% de la matière sèche de ces produits laitiers, ainsi qu’un complément alimentaire contenant moins de 1,7% d’acide linoléique. De plus, ces produits laitiers sont constitués d’au moins 50% de lactosérum, provenant de la fabrication fromagère. Pour 100 g de matière sèche, le lactosérum contient au moins 4 g de Matière Azotée Totale et 20 g de lactose. L’ensemble de ces produits sont distribués aux porcs sous forme fraîche, concentrée ou déshydratée, éventuellement écrémée.

### Les conditions d’élevage
Pour maîtriser au mieux l’état sanitaire de l’élevage et ainsi limiter le recours aux additifs et traitements, l’éleveur effectue une procédure de nettoyage-désinfection-séchage entre chaque bande, à tous les stades de la production des porcs charcutiers.
La viande est sélectionnée à l’abattoir sur sa qualité. La carcasse doit avoir un poids minimum de 75 kg avec un âge supérieur à 182 jours.  

## Gastronomie
Le Porc de Franche-Comté est transformé en produits locaux tels que les saucisses de Morteau et saucisses de Montbéliard, qui sont enregistrés en IGP depuis le 21 août 2010. 